# Marienkirche (Brandenburg an der Havel)

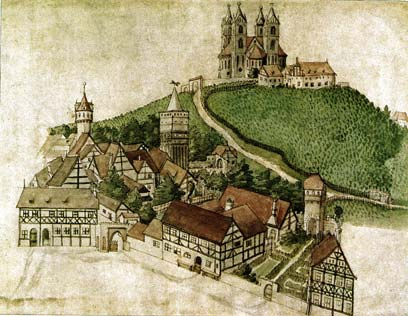
Die Marienkirche von Brandenburg an der Havel nach einem Bild des Stadtschreibers Zacharias Garcaeus aus dem Jahre 1588

Die Marienkirche bei den Städten Brandenburg an der Havel (Altstadt Brandenburg und Neustadt Brandenburg) befand sich bis 1722 auf der Kuppe des Harlungerberges. Ihr Bau ersetzte laut dem Tractatus de urbe Brandenburg (12. Jahrhundert) einen wendischen Haupttempel der slawischen Gottheit Triglaw. Nach Schütz und Müller war die Marienkirche „der größte und ideenreichste Kreuzbau der deutschen Romanik“ und ein „Höhepunkt niederrheinischer Spätromanik im Backsteingebiet“.

## Baugeschichte
Die erste Marienkirche an der Stelle des Triglaw-Heiligtums auf dem Harlunger Berg wurde 1166 erbaut. Sie besaß ein Marienbild, das als wundertätig verehrt wurde und Wallfahrer anzog – bald in solcher Zahl, dass von 1222 bis 1240 unter Leitung von Bischof Gernand an Stelle des Vorgängerbaus, dessen Aussehen nicht belegt ist, die zweite Marienkirche von niederrheinischen Bauleuten aufgeführt wurde. Auf dem Grundriss eines gleichschenkligen (griechischen) Kreuzes, in dessen Winkeln jeweils ein Turm aufragte, „hatte [sie] mit der Vierung ein Hauptzentrum und in den Kreuzarmwinkeln vier Nebenzentren nach Art byzantinischer Kreuzkuppelkirchen, zusätzlich ausgezeichnet durch vier Kreuzarmkonchen, durch Emporen und am Aussenbau durch vier Türme“.
Der ursprüngliche Kernbau hatte eine annähernd quadratische Grundfläche von etwa 31,4 × 26,4 m und wurde von 16 Säulen getragen. Für die Höhe der zentralen Kuppel sind ungefähr 18 m anzunehmen, die Türme erhoben sich circa 37,5 m über dem Kirchenboden. Die imposante Erscheinung der Marienkirche wird deutlich, wenn man zu diesen Werten noch die 67,5 m Höhe über NN addiert, um die sich das natürliche Podest des Sakralbaus, der Marien- oder Harlungerberg, über der Stadt erhebt. Zieht man davon die 32 m über NN ab, auf welcher Höhe die Stadt Brandenburg an der Havel zu Füßen des Marienberges liegt, dann ergeben sich 73 m erlebte Höhe.
Nach Westen zu wurde 1443, ähnlich wie beim Aachener Dom, ein gotischer Chor angefügt. Er umschloss die Kapelle des Schwanenordens. Bei Goecke heißt es dazu: „Der untere Raum der zweigeschossigen Kapelle bildete eine Art Krypta, die dem heiligen Leonhardt geweiht war und das Erbbegräbnis der Familie von Waldenfels enthielt. Der obere eigentliche Kapellenraum lag wie ein Hochchor zur Kirche und stand mit ihr durch eine breite gerade Treppe in einer größeren Bogenöffnung in Verbindung. Außerdem stellten zwei Wendeltreppen seitwärts neben dem Kapellenanschluß den Zugang zur Krypta und zur Kirchenempore her.“
Der Baustil des Hauptgebäudes kann als Übergang vom spätromanischen zum frühgotischen Stil angesehen werden, während die Kapelle alle stilistischen Merkmale der Hochgotik aufwies.

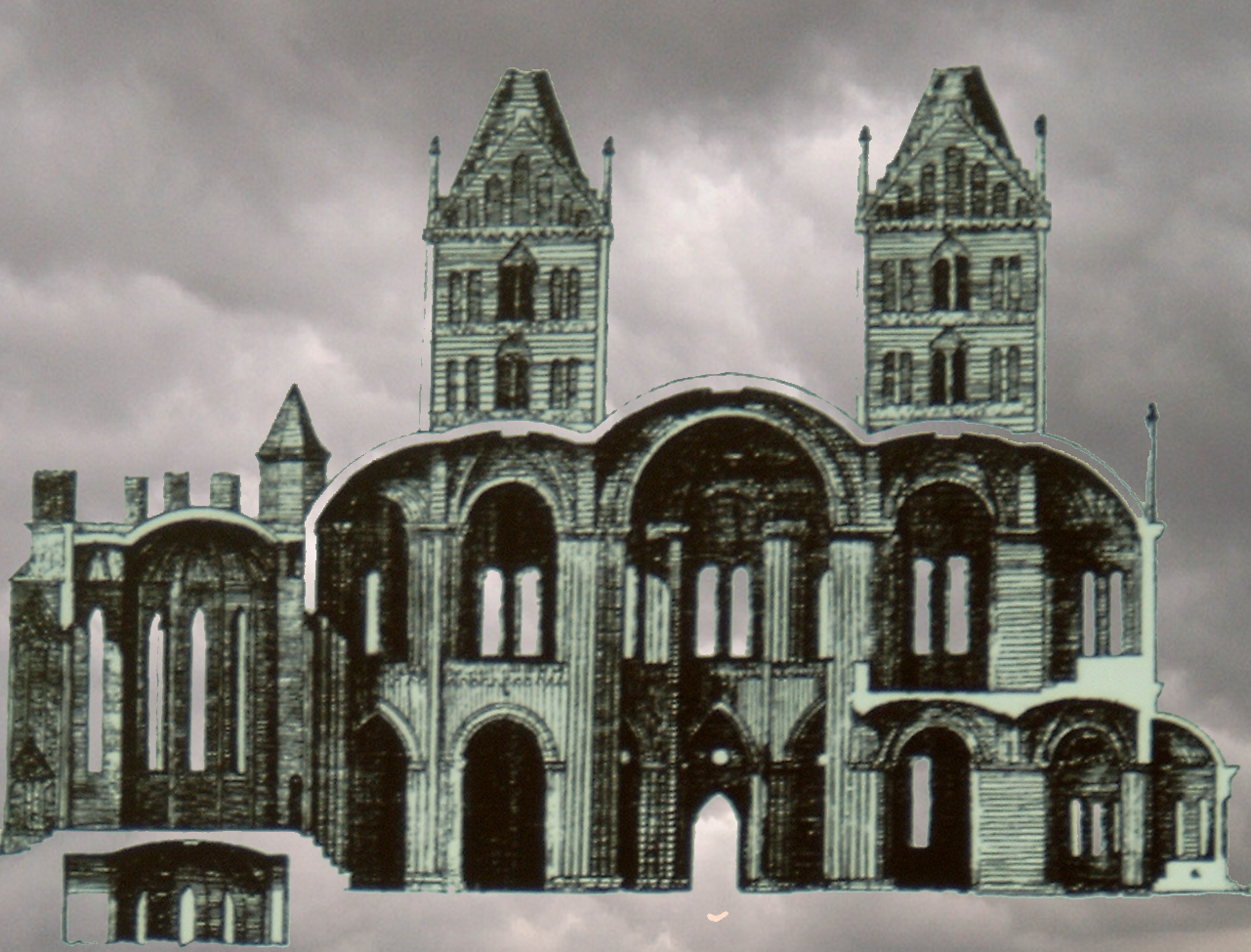
Die Marienkirche von Brandenburg an der Havel in einem Halbschnitt aus dem 19. Jahrhundert

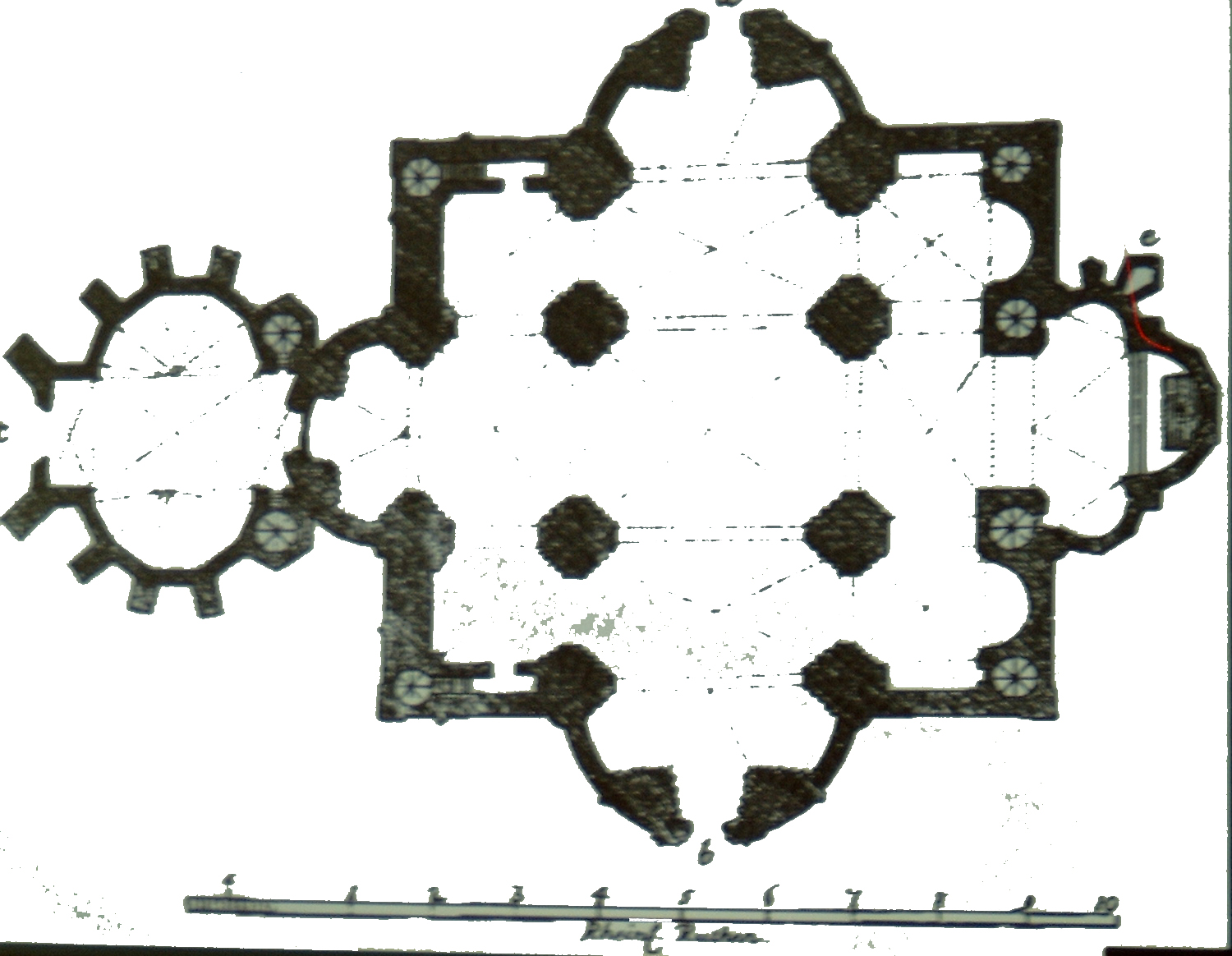
Die Marienkirche von Brandenburg an der Havel in einem Grundriss aus dem 19. Jahrhundert

## Funktion
Offenbar wurde die Marienkirche von Anfang an als Wallfahrtskirche angelegt. Als solche genoss sie einen europäischen Ruf.
Des Weiteren diente das Sakralbauwerk als Mittelpunkt eines 1435 vom brandenburgischen Kurfürsten Friedrich I. gestifteten Prämonstratenserklosters bzw. Chorherren-Stiftes.
In der Zeit der europäischen kirchenreformatorischen Bewegung im 15. Jahrhundert (Johannes Hus) kam es zu erbitterten Auseinandersetzungen über die Zulässigkeit und Vertretbarkeit der Wallfahrts-„Industrie“. Im Zuge dieser Streitigkeiten büßte die Marienkirche erstmals große Einnahmesummen ein.
Mit der Einführung der Reformation in der Mark Brandenburg wurde das prämonstratensische Chorherrenstift aufgelöst und die Kirche mitsamt ihrem Besitz säkularisiert. Mit dieser Maßnahme begann der Verfall des außerhalb der Stadtmauern gelegenen Bauwerkes.

## Weitere Geschichte
Obschon die Städte Brandenburg, vornehmlich der Magistrat der Altstadt, um den Erhalt des für Norddeutschland einmaligen Bauwerkes bemüht waren und sogar einige Personen zur Bewachung abstellten, wurde die Gesamtanlage mehr und mehr zum Schlupfwinkel lichtscheuer Gestalten. Als etwa 50 Jahre nach Auflassung des Stifts die Kuppeln der Schiffe und Türme einzustürzen begannen, wurden die Marienkirche und ihre angrenzenden Gebäude als Steinbruch von der ansässigen Bevölkerung ausgebeutet.
Um diesem Diebstahl an seinem Eigentum vorzubeugen und Steine für das Potsdamer Militärwaisenhaus zu gewinnen, befahl der preußische König Friedrich Wilhelm I. (Soldatenkönig) gegen den massiven Widerstand der städtischen Behörden Brandenburgs 1722 den Abriss der Ruine, mit dem am 20. April 1722 begonnen wurde.
Angeblich soll Oberst von Pini, Chef des in Brandenburg stationierten preußischen Infanterie-Regimentes Nr. 1 und Vorgänger von Oberst Ewald Wedig von Massow, den Anlass zum Abrissentscheid mit einer Geschichte über einen Schatz der Prämonstratenser unter der Kirche gegeben haben.
Für den Soldatenkönig erwies sich das Abbruchunternehmen als Zuschussgeschäft. Der von Pini beschworene Schatz wurde nicht gefunden, die Transportkosten überstiegen den Wert des gewonnenen Baumaterials. Insgesamt konnte nur für etwa 5.000 Taler verwertbares Baumaterial nach Potsdam geschafft werden. Die Summe entspricht in etwa dem Gegenwert eines normalen Stadthauses in Potsdam oder Berlin zu dieser Zeit.
Massow soll für seinen Neubau eines repräsentativen Stadthauses (Frey-Haus, Ritterstraße 96, heutiges Stadtmuseum) und seines der Altstadt in Richtung Brielow vorgelagerten Landsitzes, der Massowburg, ebenfalls Steine aus der Abrissmasse bezogen haben. Im Komplex des Potsdamer Militärwaisenhauses konnten bislang keine Steine gefunden werden, deren Herkunft sich eindeutig auf die Marienkirche zurückverfolgen ließe. Bei Umbau- und Renovierungsarbeiten (2006) im Frey-Haus des Obersten Massow allerdings wurden Steine geborgen, die eindeutig die Maße des sogenannten Klosterformats aufweisen. Es ist daher sehr wahrscheinlich, dass es sich hierbei um Abrissmaterial der Marienkirche handelt. Ebenfalls wurde Baumaterial der Marienkirche oder des zugehörigen Stiftskomplexes im Umfeld der ehemaligen, im Zuge der Kampfhandlungen des Zweiten Weltkriegs zerstörten Privatresidenz von Oberst Massow, der Massowburg am Ufer des Beetzsees, gefunden.
Ein weiterer Teil der Abbruchmasse wurde zur Verfestigung der Plauer Chaussee verwendet, wobei es sich um die Straße handelt, die vom Altstädtischen Plauer Tor im weiteren Zuge der Bundesstraße 1 nach Magdeburg führt.
Letzte Reste des Materials des Marienkirchen-Komplexes wurden bei der Anlage des neuen Wasserspeichers auf dem Marienberg Anfang der 1960er Jahre gefunden und entfernt.

## Ausstattung
Über die Ausstattung der Marienkirche ist wenig bekannt. Einige liturgische Textilien, ein Grundbuch und andere gering umfängliche Archivalien sowie mutmaßlich eine kleine Glocke sollen nach der Aufgabe des Bauwerks ihren Weg in den Besitz der St.-Peter-und-Paul-Kirche gefunden haben, deren angeschlossenes Kloster ebenfalls dem Prämonstratenserorden unterstand.
Erstmals 1530 berichtet ein anonymer Chronist aus dem wettinischen Sachsen von einer Triglafstatue, die bis 1526 in der Marienkirche ausgestellt und dann dem dänischen König Christian II. mitgegeben worden sei. Aus dieser Quelle des 16. Jahrhunderts stammen alle weiteren Fassungen derselben Erzählung bis ins 19. und 20. Jahrhundert. Ihre Ursprungsintention dürfte ein satirischer Angriff auf den antireformatorischen Markgrafen Joachim I. sein. Die jahrhundertelange Duldung eines solchen „Götzenbildes“ in einer christlichen Wallfahrtskirche – ohne jede dokumentarische Erwähnung – muss als ausgeschlossen gelten.

## Bedeutung

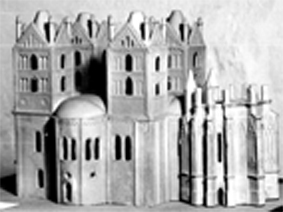
Die Marienkirche von Brandenburg an der Havel als Modellformung aus dem 18. Jahrhundert

Für die Städte Brandenburg hatte die Wallfahrtskirche auf dem Harlunger Berg eine enorme und überregionale Bedeutung. Zum ersten trugen die Pilgerströme Geld und merkantilen Umsatz in die Region und nahmen den Ruf der „Chur- und Hauptstadt der Mark“ mit in ihre Heimat. Mit dem Versiegen dieser Quelle erlitten sowohl der Prämonstratenserorden als auch die Städte Brandenburg empfindliche Verluste.
Ein anderer Aspekt ist die Bedeutung als architektonische Ausnahmeerscheinung im norddeutschen Raum. Der Grundriss eines gleichschenkligen Kreuzes ist für diesen Raum nur sehr selten nachgewiesen. Die Schönheit und Ausgeglichenheit der Proportionen des Bauwerkes, von dem zwei Modelle (Stadtmuseum von Brandenburg an der Havel im „Frey-Haus“ (Holz) und Schatzkammer des Doms St. Peter und Paul zu Brandenburg an der Havel (Ton-Modell)) erhalten geblieben sind, wurden weit gerühmt.

## Nachwirkung
Der Romantiker auf dem preußischen Thron, König Friedrich Wilhelm IV., soll bisher noch nicht sicher belegten Aussagen zufolge mit dem Plan gespielt haben, die Marienkirche wieder aufzubauen. Allerdings kam es zu keiner auch nur ansatzweisen Umsetzung dieser Idee, da die verfügbaren Finanzmittel der Fertigstellung des Kölner Doms zugeleitet wurden.
Der Harlunger Berg, der seinen Namen einer ortsansässigen wendischen Bevölkerungsgruppe verdankt, wurde in der Bevölkerung nach dem ihn krönenden Bauwerk seit Jahrhunderten „Marienberg“ genannt. Diese eingebürgerte Benennung fand zunehmend auch Einzug in die offizielle Sprachregelung, so dass die heute innerstädtische Erhebung nur noch selten mit ihrer ursprünglichen Bezeichnung belegt wird.
Ein großer Freizeitkomplex am Westhang des Harlunger Berges, etwa dreihundert Meter unterhalb des Standorts der Marienkirche, wurde in den 1990er Jahren nach einer Umfrage in der Bevölkerung „Marienbad“ getauft.

## Die Frue Kirke in Kalundborg und die Marienkirche in Brandenburg

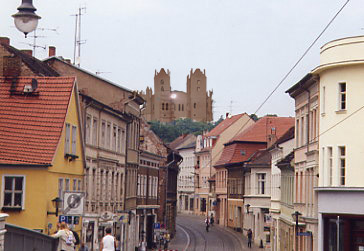
Die Marienkirche von Brandenburg an der Havel, wie sie sich heute im Stadtbild darstellen würde (Standpunkt Jahrtausendbrücke)

Die von einigen Seiten behauptete architektonische Verwandtschaft mit der Liebfrauenkirche im dänischen Kalundborg wird von Goecke und Eichholz bestritten. Sie gehe nicht über eine oberflächliche Ähnlichkeit bezüglich der viertürmigen Anlage hinaus. Ersichtlich ist, dass die Frue Kirke in Kalundborg ihre vier im Übrigen hexagonalen Türme an den jeweiligen Schiffenden zeigt, wogegen die Türme der Marienkirche, auf annähernd quadratischem Grundriss aufgeführt, in die jeweiligen Kreuzungspunkte der rechtwinklig zueinander stehenden Kirchenschiffe eingerückt waren. Zudem trägt die Frue Kirke einen gewaltigen, die Außentürme überragenden Vierungsturm, den die Marienkirche nicht einmal im Ansatz eines Dachreiters je besaß. Die Vierung der Marienkirche wurde von einer Kuppel überwölbt.